# 迪厄夫克·费特
迪厄夫克·费特（荷蘭語：Dieuwke Fetter，1991年1月26日—），荷兰女子赛艇运动员。她曾代表荷兰参加2024年夏季奥林匹克运动会赛艇比赛，以舵手身份获得男子八人单桨有舵手银牌。